# Xylotrechus aceris
Xylotrechus aceris là một loài bọ cánh cứng trong họ Cerambycidae.